# 2. deild Wysp Owczych (1984)
W roku 1984 odbyła się 41. edycja 2. deild Wysp Owczych – drugiej ligi piłki nożnej Wysp Owczych. W rozgrywkach brało udział 8 klubów z całego archipelagu. Klub z pierwszego miejsca awansował do 1. deild. W sezonie 1984 był to ÍF Fuglafjørður. Klub z ostatniego miejsca spadał do 3. deild, a w roku 1984 był to SÍ Sørvágur.

## Uczestnicy
| Uczestnicy 2. deild Wysp Owczych 1983                                                                         | Uczestnicy 2. deild Wysp Owczych 1983 | Uczestnicy 2. deild Wysp Owczych 1983 | Uczestnicy 2. deild Wysp Owczych 1983 |
| --- | ------------------------------------- | ------------------------------------- | ------------------------------------- |
| Royn | Royn Hvalba                           | 2                                     |                                       |
| ÍF | ÍF Fuglafjørður                       | 3                                     |                                       |
| Fram | Fram Tórshavn                         | 4                                     |                                       |
| SÍ | SÍ Sørvágur                           | 5                                     |                                       |
| SÍF | SÍF Sandavágur                        | 6                                     |                                       |
| SÍS | SÍ Sumba                              | 7                                     |                                       |
| Spadek z 1. deild Wysp Owczych 1983                                                                           |                                       |                                       |                                       |
| MB | MB Miðvágur                           | 8                                     |                                       |
| Awans z 3. deild Wysp Owczych 1983                                                                            |                                       |                                       |                                       |
| HBII | HB II Tórshavn                        | 1                                     |                                       |
| Oznaczenia: - kolumna pierwsza – skróty nazw drużyn, - kolumna trzecia – miejsce zajęte w poprzednim sezonie. |                                       |                                       |                                       |

## Tabela ligowa
| Lp. | Drużyna                 | M  | Z  | R | P | Bramki | Bramki | Różn. | Pkt | Uwagi              |
| --- | ----------------------- | -- | -- | - | - | ------ | ------ | ----- | --- | ------------------ |
| 1   | ÍF Fuglafjørður (M) (A) | 14 | 10 | 3 | 1 | 39     | 20     | +19   | 23  | Awans do 1. deild  |
| 2   | Royn Hvalba             | 14 | 9  | 3 | 2 | 39     | 16     | +23   | 21  |                    |
| 3   | HB II Tórshavn          | 14 | 6  | 4 | 4 | 20     | 19     | +1    | 16  |                    |
| 4   | SÍ Sumba                | 14 | 6  | 2 | 6 | 23     | 24     | −1    | 14  |                    |
| 5   | SÍF Sandavágur          | 14 | 5  | 2 | 7 | 31     | 35     | −4    | 12  |                    |
| 6   | MB Miðvágur             | 14 | 4  | 3 | 7 | 16     | 22     | −6    | 11  |                    |
| 7   | Fram Tórshavn           | 14 | 3  | 2 | 9 | 16     | 32     | −16   | 8   |                    |
| 8   | SÍ Sørvágur (S)         | 14 | 2  | 3 | 9 | 11     | 27     | −16   | 7   | Spadek do 3. deild |